# Курсько-Київська залізниця
Курсько-Київська залізниця — одна із залізниць Російської імперії, побудована в 1866-1870 на кошти приватного капіталу — Товариства Курсько-Київської залізниці. Технічні приналежності купували на кошти, отримані від продажу Аляски, а також за кошти Павла фон Дервіза.
Протяжність — 440 верст.

## Історія
Побудована у 1866—1868 роках.
Рух відкрили на таких ділянках: Курськ — Ворожба (165 верст) — 14 листопада 1868, Ворожба — Бровари (250 верст) — 17 грудня 1868.
12 грудня (24 грудня) 1868 року в напрямку Броварів відправили перший потяг, який зійшов із рейок. Унаслідок аварії загинули машиніст і кочегар. Другий потяг на Бровари відправився 17 грудня (29 грудня) 1868 1868 року та успішно прибув на кінцеву станцію.
Будівництвом дороги з 1867 року керував архітектор В. А. Гамбурцев. Один з учасників будівництва — інженер Карл фон Мекк, який брав участь з Павлом фон Дервізом у будівництві Рязансько-Козловської залізниці.
14 лютого 1870 року відкрито рух на шестіверстній кінцевій ділянці Бровари-Київ із мостом через Дніпро.
У 1893 році, у зв'язку з закінченням будівництва залізниці Курськ—Воронеж, перейменована в Києво-Воронезьку залізницю.
З 1895 року — Московсько-Києво-Воронезька залізниця.
Нині лінії історичної залізниці входять до складу Московської та Південно-Західної залізниць.

## Станції
- Курськ.

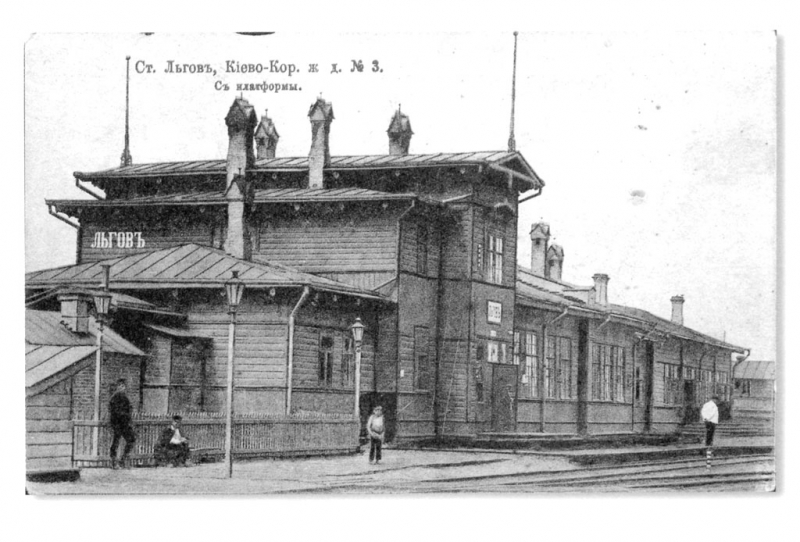
Вокзал станції Льгов

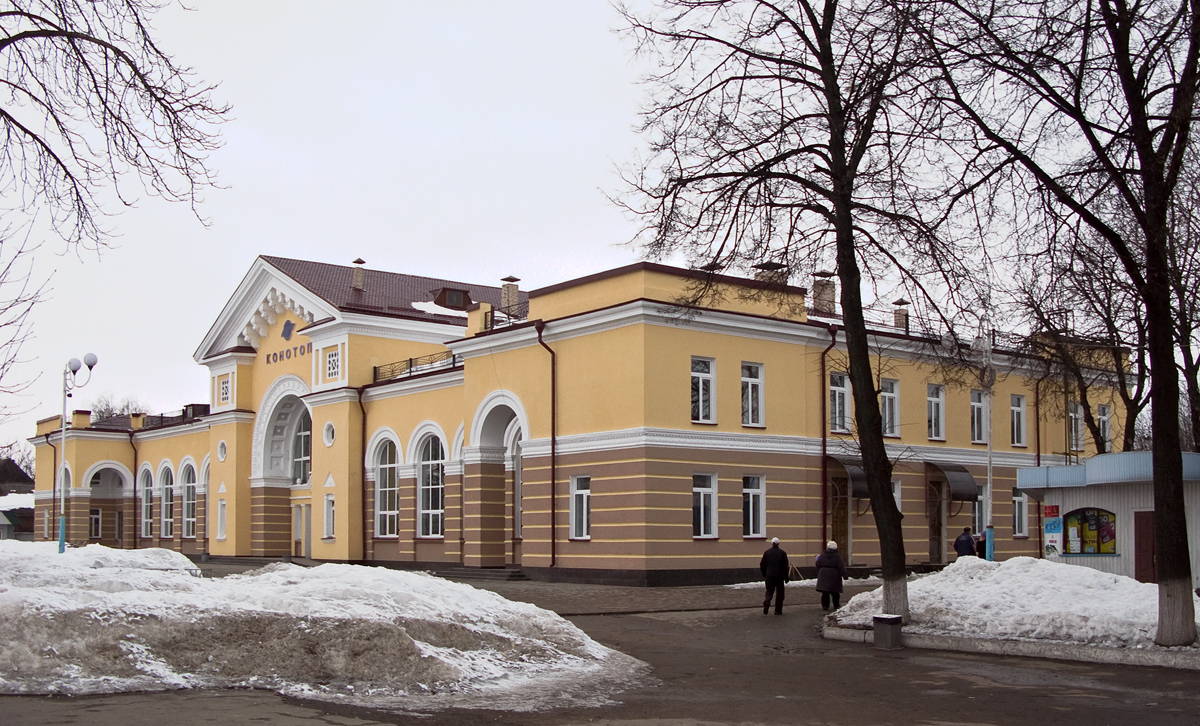
Вокзал станції Конотоп. Березень 2011

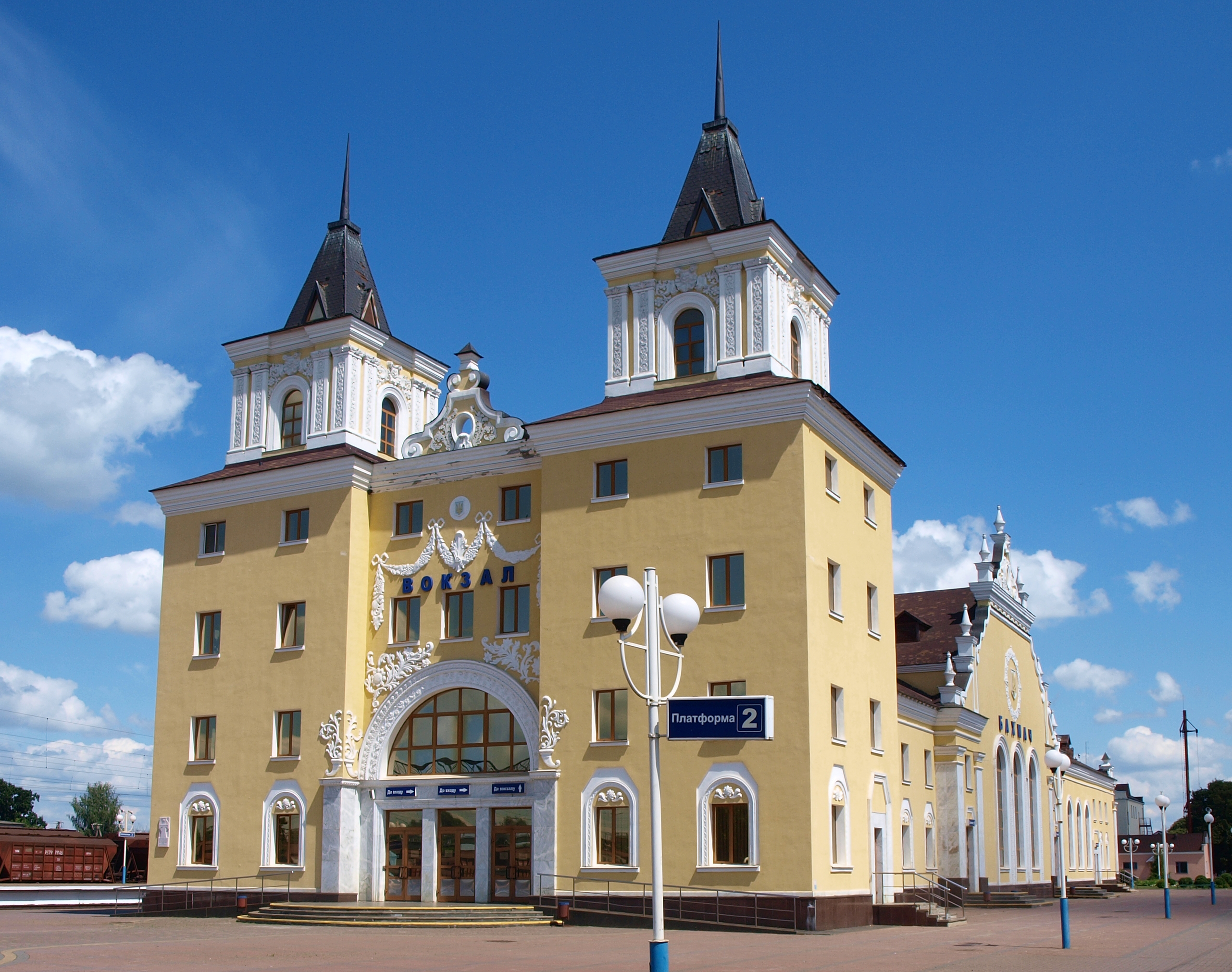
Вокзал станції Бахмач. Липень 2020

Вузлова станція c 1868: Московсько-Курська та Курсько-Харково-Азовська залізниця.
- Льгов

Вузлова станція з 1911: Північно-Донецька залізниця
- Ко́ренево[ru] в смт. Коренево (ім. Ухтомського)

Вузлова станція з 1894: під'їзний шлях до Рильська.
- Ворожба
- Путивль
- Конотоп
- Бахмач.

Вузлова станція з 1874: Лібаво-Роменська залізниця
- Крути
- Ніжин
- Бровари
- Київ-Пасажирський

## Інженерні споруди

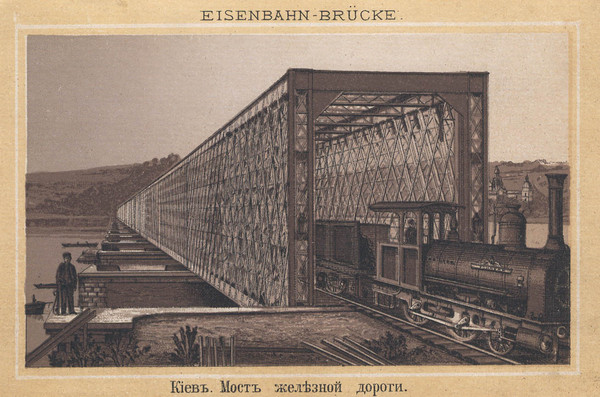
Залізничний міст через Дніпро в Києві (інж. Аманд Струве)

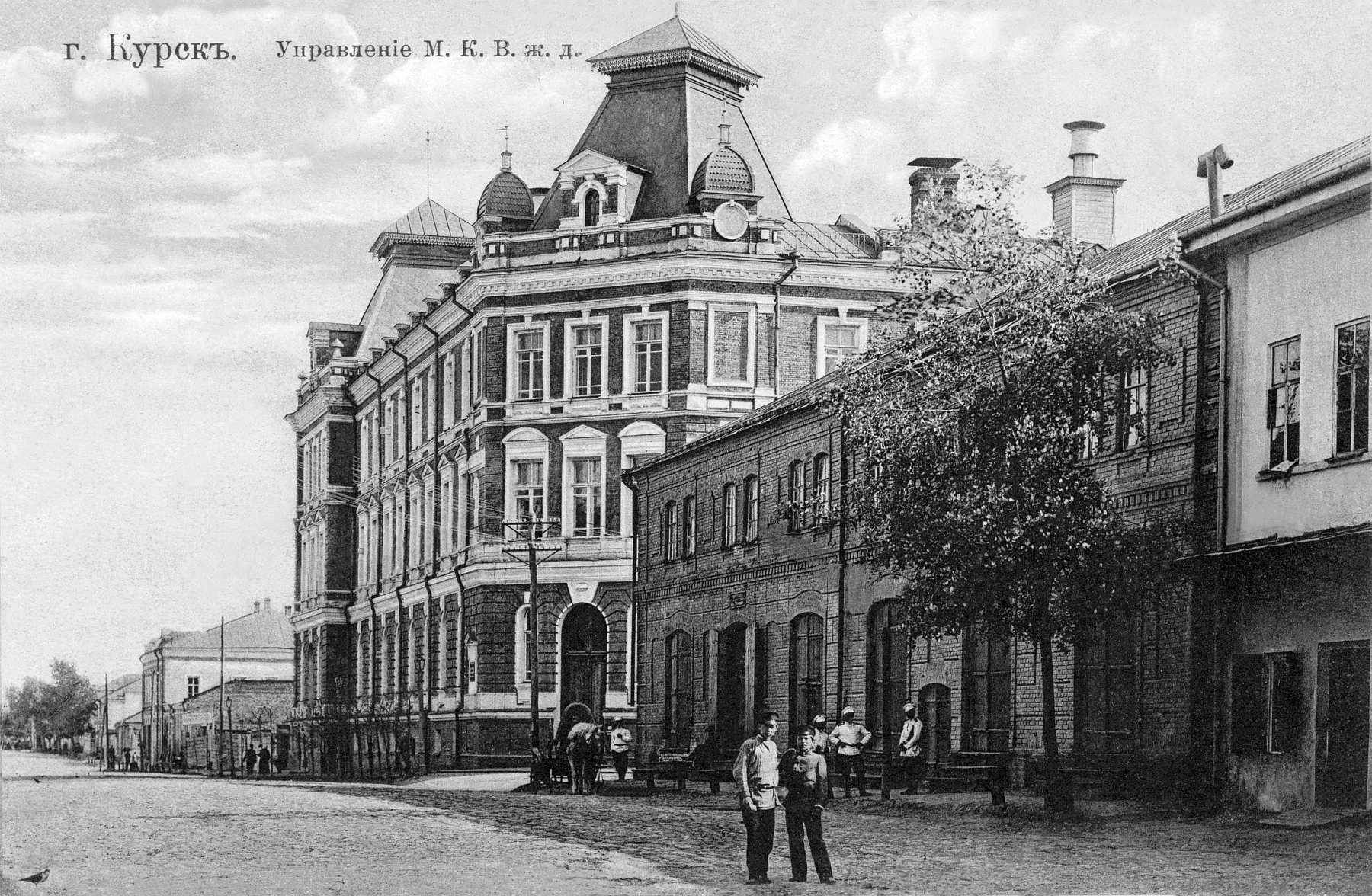
Будівля управління Московсько-Києво-Воронезької залізниці

### Мости
- Залізничний міст Струве через Дніпро в Києві (інж. А. Струве)